# Couik
Couik è un fumetto umoristico francese di Jacques Kamb.

## La storia
Il fumettista e sceneggiatore Jacques Kamb ha creato Couik nel 1969.
A partire dal primo numero pubblicato da Pif Gadget Kamb propose una serie in cui compariva un uccello preistorico chiamato Couik, talvolta accompagnato da un cavernicolo soprannominato Pépépok. Quando il progetto fu presentato al giornale, fu mantenuta solo l'idea dell'uccello, mentre Pépépok doveva essere il personaggio principale della serie.
Couik, l'uccello preistorico (o "prehisto"), non è molto saggio, ma molto abile nelle sue invenzioni. Ha divertito i lettori di Pif Gadget fino alla fine del 1973..

## Il ritorno di Couik
Dal 2004 al 2008, Couik è tornato nel nuovo formato del giornale Pif Gadget per nuove avventure umoristiche. Ritornò ancora in edicola nella rivista Super Pif nel 2015, 2016 e 2017 e in fine le ultime apparizioni del fumetto sono state su Pif le mag nel 2020 e nel 2021.

## Album
1. L'Oiseau préhisto, Éditions du Taupinambour, 2007[5]
2. L'Oiseau préhisto 2, Éditions du Taupinambour, 2010[6]